# Константінос Колліас
Константінос Колліас (грец. Κωνσταντίνος Κόλλιας; 1901 — 13 липня 1998) — грецький генеральний прокурор, прем'єр-міністр країни, призначений військовою хунтою.